# Store Smørstabbtinden
De Store Smørstabbtinden is een berg behorende bij de gemeente Lom in de provincie Oppland in Noorwegen. De berg, gelegen in Nationaal park Jotunheimen, heeft een hoogte van 2208 meter.
De Store Smørstabbtinden is onderdeel van het gebergte Jotunheimen.